# Kanton Boën-sur-Lignon
Boën-sur-Lignon is een kanton van het Franse departement Loire. Het kanton maakt deel uit van de arrondissementen Montbrison en Roanne.

## Gemeenten
Het kanton Boën-sur-Lignon omvatte tot 2014 de volgende gemeenten:
- Ailleux
- Arthun
- Boën-sur-Lignon (hoofdplaats)
- Bussy-Albieux
- Cezay
- Débats-Rivière-d'Orpra
- L'Hôpital-sous-Rochefort
- Leigneux
- Marcilly-le-Châtel
- Marcoux
- Montverdun
- Pralong
- Sainte-Agathe-la-Bouteresse
- Sainte-Foy-Saint-Sulpice
- Saint-Étienne-le-Molard
- Saint-Laurent-Rochefort
- Saint-Sixte
- Trelins

Ingevolge het decreet van 26 februari 2014 werden de kantons heringedeeld met uitwerking op 22 maart 2015. Daardoor omvat het kanton vanaf 2015 volgende 55 gemeenten:
- Ailleux
- Amions
- Arthun
- Boën-sur-Lignon
- Bully
- Bussy-Albieux
- Cervières
- Cezay
- Chalmazel-Jeansagnière
- La Chamba
- La Chambonie
- Champdieu
- Châtelneuf
- La Côte-en-Couzan
- Dancé
- Débats-Rivière-d'Orpra
- Essertines-en-Châtelneuf
- Grézolles
- L'Hôpital-sous-Rochefort
- Leigneux
- Luré
- Marcilly-le-Châtel
- Marcoux
- Montverdun
- Noirétable
- Nollieux
- Palogneux
- Pommiers
- Pralong
- Sail-sous-Couzan
- Saint-Bonnet-le-Courreau
- Saint-Didier-sur-Rochefort
- Saint-Étienne-le-Molard
- Saint-Georges-de-Baroille
- Saint-Georges-en-Couzan
- Saint-Germain-Laval
- Saint-Jean-la-Vêtre
- Saint-Julien-d'Oddes
- Saint-Julien-la-Vêtre
- Saint-Just-en-Bas
- Saint-Laurent-Rochefort
- Saint-Martin-la-Sauveté
- Saint-Paul-de-Vézelin
- Saint-Polgues
- Saint-Priest-la-Vêtre
- Saint-Sixte
- Saint-Thurin
- Sainte-Agathe-la-Bouteresse
- Sainte-Foy-Saint-Sulpice
- Les Salles
- Sauvain
- Souternon
- Trelins
- La Valla-sur-Rochefort

Door de samenvoeging : 
- op 1 januari 2016 van de gemeenten Chalmazel en Jeansagnière tot de fusiegemeente (commune nouvelle) Chalmazel-Jeansagnière en
- op 1 januari 2019 van de gemeenten Amion, Dancé en Saint-Paul-de-Vézelin tot de fusiegemeente (commune nouvelle) Vézelin-sur-Loire

wordt het aantal gemeenten herleid tot 52.